# Xiangxi
Xiangxi (chiń. 湘西土家族苗族自治州; pinyin: Xiāngxī Tǔjiāzú Miáozú Zìzhìzhōu) – prefektura autonomiczna mniejszości etnicznej Tujia i Miao w Chinach, w prowincji Hunan. Siedzibą prefektury jest Jishou. W 1999 roku liczyła 2 592 956 mieszkańców.